# Lebedjanski

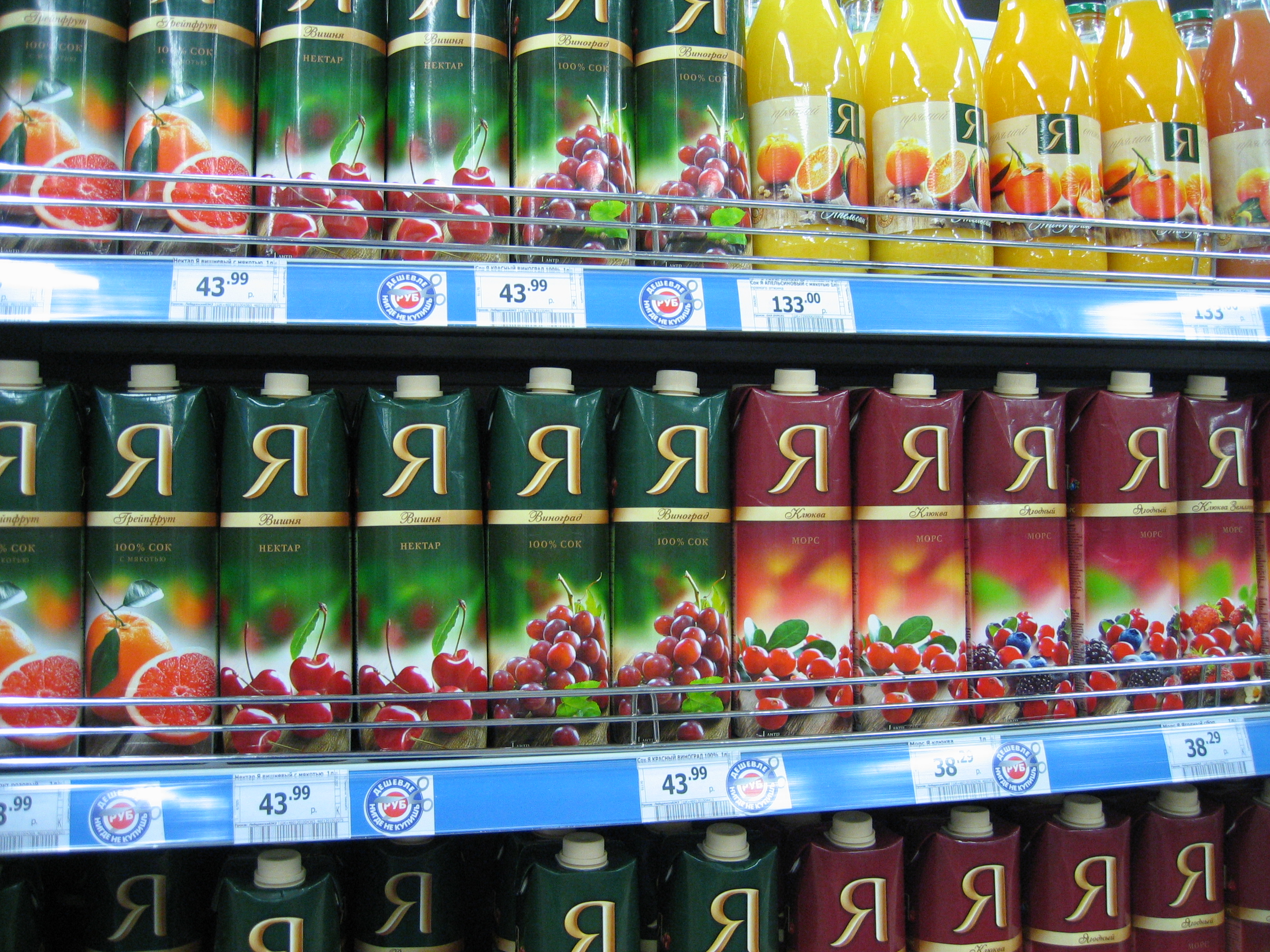
Verschiedene Lebedjanski-Säfte in einem Moskauer Supermarkt

Lebedjanski (russ. Лебедянский; auch engl. Transkription Lebedyansky verwendet) ist ein Unternehmen aus Russland mit Sitz in Moskau. Die Produktionsstandorte befinden sich in der Oblast Lipezk südlich von Moskau in Lebedjan und Lipezk.
Lebedjanski wurde 1967 gegründet und ist nach Unternehmensangaben der größte Fruchtsafthersteller in Osteuropa mit einem Marktanteil auf dem Saftmarkt von 27 Prozent. Das Unternehmen produziert des Weiteren Babynahrung.
Die Anteile waren 2008 zu 75,5 Prozent in der Hand von PepsiCo und der Pepsi Bottling Group (PBC).

## Marken
- Fruchtsäfte
  - Ya
  - Tonus
  - Fruktoviy Sad
  - Frustyle
  - Privet

- Babynahrung
  - Lebedyanska
  - Frutonjanja